# Shizuko Yoshikawa
Shizuko Yoshikawa (japanisch 吉川静子 Yoshikawa Shizuko; * 8. Januar 1934 in Ōmuta, Präfektur Fukuoka; † 27. März 2019 in Zürich) war eine in Japan geborene Gestalterin und Künstlerin. In engem Kontakt mit den Zürcher-Konkreten-Künstlern Max Bill, Camille Graeser, Verena Loewensberg und Richard Paul Lohse nahm Yoshikawa aufgrund ihrer japanischen Herkunft und Ausbildung eine einzigartige Stellung unter den Konkreten ein und wurde zur Vermittlerin östlicher und westlicher Kultur.

## Leben und Werk
Geboren und aufgewachsen in Ōmuta, besuchte Yoshikawa die Schule in Yanagawa, Fukuoka. Zunächst studierte sie Englische Sprach- und Literaturwissenschaften an der Tsuda University (津田塾大学, Tsudajuku daigaku) in Tokyo. 1958 wurde sie zum Masterstudium in Architektur und Produktdesign an der Kyōiku Universität (heute Universität Tsukuba) in Tokyo zugelassen. Nachdem sie im Organisationsteam der World Design Conference (WoDeCo, 1960) in Tokyo als Koordinatorin und Dolmetscherin mitgearbeitet hatte, brach sie 1961 nach Ulm auf.
Yoshikawa studierte in der Abteilung für visuelle Kommunikation an der Hochschule für Gestaltung Ulm, wo sie sich unter anderem an Otl Aichers Corporate Design für die deutsche Fluglinie Lufthansa beteiligen konnte. Zu ihren Lehrern gehörten ausserdem Horst Rittel und Friedrich Vordemberge-Gildewart sowie Josef Müller-Brockmann.
1963 Umzug nach Zürich, wo sie im Atelier ihres späteren Ehemanns, des Schweizer Gestalters Josef Müller-Brockmann, eine Stelle annahm. In Brockmanns Atelier arbeitete sie als Co-Chefdesignerin für den Pavillon Bildung, Wissenschaft, Forschung an der Schweizerischen Landesausstellung 1964 in Lausanne. Es folgten erfolgreiche Jahre als preisgekrönte Plakatgestalterin und Grafikerin in Zürich. 1967 Heirat mit Brockmann. In den 1970er-Jahren fand sie zu ihrer Kunst, die sie im Geist der Zürcher Konkreten entwickelte. Ausstellungen in der Schweiz und Japan fanden ab 1974 gleichermassen Beachtung.
Der Auftrag eines Kunst-am-Bau-Projektes für die katholische Kirchgemeinde Zürich-Höngg (1972–1974) markieren ihren Aufbruch in eine künstlerische Karriere. Durch Yoshikawas Mitarbeit in der galerie 58 (später Galerie Seestrasse), die ihr Mann betrieb, lernte sie Protagonisten der Zürcher Konkreten Kunst der ersten Generation wie Max Bill, Camille Graeser, Verena Loewensberg und Richard Paul Lohse kennen und schätzen. Indem Yoshikawa deren konstruktivistisch-konkrete Prinzipien mit ihrer Sensibilität für Farb- und Lichtgestaltung weiterentwickelte, eröffnete sie der sogenannten «kalten Kunst» neue, undogmatische Wege. Neben konzeptuellen Skizzen, Zeichnungen und Gouachen, die in den Jahren 1972 bis 1992 entstanden, entwickelte Yoshikawa schon früh grossformatige plastisch-umweltbezogene Kunst in Architekturstücken und Arbeiten im öffentlichen Raum. Diese verbinden starre geometrische Logik mit einem Bewusstsein für Materialien wie z. B. Beton. Yoshikawas spielerischer Ansatz berücksichtigte dabei jeweils die ephemeren, transformativen Umweltaspekte der unmittelbaren Umgebung ihrer Werke. Im Bereich der Reliefkunst entwickelte sie zwischen 1976 und 1984 einen ihrer wichtigsten Werkkomplexe, die Farbschattenreliefs, aus Polyester- und Epoxidharz in verschiedenen Formaten.
Eine erfolgreiche Ausstellung in der bekannten Minami Gallery in Tokyo im Jahr 1978 trieb ihren Erfolg in Japan, der Schweiz und im Ausland mit zahlreichen Folgeausstellungen voran. Durch ihre Reliefarbeiten entdeckte Yoshikawa eine pastellfarbene Farbskala, die für ihre frühen Werke prägend wurde, und fand zu ihrer konkreten Malpraxis. Seit den 1980er-Jahren gelang es ihr dabei, mehrere umfangreiche Gemäldeserien zu entwickeln, z. B. nach dem Prinzip modularer Einheiten, aber auch als differenzierte, mehrdimensionale Netzstrukturbilder. Im Lauf der Jahre wurden ihre Kompositionen immer dynamischer, wobei sie es wagte, die Regeln des Rationalismus zu brechen. Ihre konzeptuellen und intellektuellen Einsichten schlagen Brücke zwischen den Darstellungstraditionen von Ost und West. Nach einer Phase des Rückzugs feierte Yoshikawa 2018 mit einer Ausstellung im AXIS Space Tokyo ihr Comeback in Japan.

## Ehrungen
Für ihre künstlerischen Leistungen erhielt Yoshikawa zwei Mal ein Kunststipendium des Kantons Zürich (1974, 1977) und 1992 schliesslich den Camille-Graeser-Preis. Ihre Theorie und Empfindsamkeit verbindende Haltung brachte Yoshikawa eine Reihe von Einladungen als Gastdozentin ein: unter anderem im Rahmen eines IBM-Stipendiums am Aspen Institute for Humanistic Studies, an der Kyōiku Universität, Kyoto, an der State University, New York, der National University of Colombia, Bogotá, oder an der University of Arizona, Tucson. 1996 würdigte eine umfangreiche Einzelausstellung im Contemporary Sculpture Center in Tokyo ihre beharrliche Praxis in verschiedenen Medien.

## Shizuko Yoshikawa und Josef Müller-Brockmann Stiftung
2016 gründete Shizuko Yoshikawa die in Zürich domizilierte Stiftung, welche das Werk der Künstlerin und das Andenken an ihr Zusammenwirken mit ihrem Ehemann, den Zürcher Gestalter Josef Müller-Brockmann, erhalten und verbreiten soll. In diesem Zusammenhang hat Shizuko Yoshikawa den gestalterischen Nachlass von Josef Müller-Brockmann ans Museum für Gestaltung Zürich übergeben. Als langfristige Massnahme werden zudem alternierend der Shizuko Yoshikawa Förderpreis für junge Künstlerinnen und der Josef Müller-Brockmann Förderpreis für junge Gestalterinnen und Gestalter vergeben.

## Shizuko Yoshikawa Förderpreis für junge Künstlerinnen
Mit der Ausrichtung dieses Förderpreises für junge Künstlerinnen entspricht die Stiftung dem Wunsch von Shizuko Yoshikawa, Frauen den Einstieg in eine künstlerische Karriere zu erleichtern und sie zu ermutigen, sich in der Kunstwelt zu behaupten. Der Förderpreis wird in Zusammenarbeit mit den Masterklassen der Schweizer Kunsthochschulen in einem Nominationsverfahren durch eine unabhängige Jury alle zwei Jahre vergeben. Die Preissumme beträgt CHF 25 000.
Bisherige Preisträgerinnen:
- 2020 Lorenza Longhi[9] (École cantonale d'art de Lausanne, ECAL)
- 2018 Laure Marville[10] (Haute école d'art et de design – Genève, HEAD)

## Ausstellungen (Auswahl)
- 2013 shizuko yoshikawa, my silk road and puls, new works, Galerie Renée Ziegler, Zürich[11]
- 2006 shizuko yoshikawa, konkrete malerei zwischen japan und europa, Galerie Konkret in Sulzburg[12]
- 2000 shizuko yoshikawa, «a roma», gouachen und pastelle 1997–1999, Kunsthaus Zürich
- 1996 Shizuko Yoshikawa, Kosmische Gewebe, Contemporary Sculpture Center, Tokyo
- 1993–1994 shizuko yoshikawa. bilder 1976–1992, Haus für konstruktive und konkrete Kunst Zürich (heute Haus Konstruktiv) und in den Brandenburgischen Kunstsammlungen, Cottbus
- 1993 shizuko yoshikawa, gouachen 1987–1992, Kunstverein Ulm, Gesellschaft für Kunst und Gestaltung Bonn und Galerie Spielvogel München
- 1992 Centro Cultural Recoleta, Buenos Aires
- 1984 shizuko yoshikawa, farbschatten: reliefs, bilder, grafiken 1983–1984, Kunsthalle Waaghaus Winterthur, Galerie Konstruktiv Tendens Stockholm
- 1980 shizuko yoshikawa, farbschatten, ein prozess: konzept – entwicklungen – realisationen, Kunsthaus Zürich